# Epigramy
Epigramy je dílo Karla Havlíčka Borovského z roku 1845. Vznikly během pobytu v Moskvě (1842-1845), kde pracoval jako vychovatel v rodině profesora Pogodina.
Autor v díle satiricky kritizuje dobové společenské poměry. Komentuje nejrůznější pokrytecké postoje a zažité konvence, otevřeně poukazuje na rozpory mezi hlásanými „pravdami“ a skutečností.
Dílo je rozděleno podle témat do 5 oddílů: Církvi, Králi, Vlasti, Múzám a Světu. V oddílu Církvi útočí na kněze, kteří touží po majetku, a na jezuity, které nemůže vystát („Z historie literatury české: Českých knížek hubitelé lití: / plesnivina, moli, jezoviti“). V oddílu Králi si bere na mušku státní moc. Ve Vlasti ironizuje vlastenectví a nekritické rusofilství. V oddílu Múzám se věnuje umělcům a umění, např. dílo Kusy mého srdce Josefa Kajetána Tyla shledává vhodným pro kuchařky pod koláč. Závěrečná skupina epigramů Světu shrnuje různé postřehy o obecných lidských vlastnostech a nezáviděníhodném postavení satirika.

## Ukázky
Jehly, špičky, sochory a kůly

stesal

skoval

zostřil

sebral

kvůli vojně s hloupostí a zlobou místo šavel

Borovský Havel.

Nechoď, Vašku, s pány na led,

mnohý příklad známe,

že pán sklouzne a sedlák si

za něj nohu zláme.

Odkud vzalo — zkouším žáky —

jméno Rakous počátek?

Od raků, neb oni taky

chodí pořád nazpátek.

Na kříž reformátora

byla methoda stará,

dnes však svět pověsí spíš

na reformátora kříž.

Pomodli se, Čechu,

k svatému Vojtěchu,

by tě vzaly samostatné

národy do cechu.

## Dílo dostupné online
- Dílo Epigramy ve Wikicitátech
- Digitalizovaná vydání díla Epigramy v České digitální knihovně
- BOROVSKÝ, Karel Havlíček. Epigramy. Praha: E. Brož, 1919. 62 s. Dostupné online. Úplné vyd. dle pův. rukopisu.